# Ван ’т Хофт, Франсис
Ян Франсис ван ’т Хофт (нидерл. Jan Francis van 't Hooft, 3 января 1940, Семаранг, Нидерландская Ост-Индия) — нидерландский хоккеист (хоккей на траве), нападающий.

## Биография
Франсис ван ’т Хофт родился 3 января 1940 года в городе Семаранг в Нидерландской Ост-Индии (сейчас в Индонезии).
Играл в хоккей на траве за «Хилверсюмсе».
В 1964 году вошёл в состав сборной Нидерландов по хоккею на траве на Олимпийских играх в Токио, поделившей 7-8-е места. Играл на позиции защитника, провёл 6 матчей, забил 2 мяча (по одному в ворота сборных Гонконга и Малайзии).
В течение карьеры провёл за сборную Нидерландов 68 матчей.